# Julius Hammling
Julius Hammling (ur. 16 lutego 1857 w Śmiłowie w pow. pilskim, zm. 19 kwietnia 1934 tamże) – profesor, niemiecki ornitolog.
Ukończył gimnazjum w Wałczu oraz studia z filologii klasycznej i niemieckiej we Wrocławiu i Królewcu. W 1884 roku zdał egzamin nauczycielski. Pracował jako stażysta w Nakle n. Notecią, potem jako nauczyciel pomocniczy kolejno w Bydgoszczy, Śremie, Gnieźnie i Wągrowcu. W 1889 roku rozpoczął pracę w Królewskim Gimnazjum w Ostrowie, w 1890 w gimnazjum w Rogoźnie, a w 1893 w Gimnazjum św. Marii Magdaleny w Poznaniu. Podczas pracy w tej ostatniej szkole otrzymał tytuły starszego nauczyciela (Oberlehrer), a później profesora. Na emeryturę przeszedł w 1919 i wrócił do rodzinnej miejscowości. Od 1930 członek honorowy Niemieckiego Towarzystwa Przyrodniczego w Poznańskiem.
Opublikował wiele prac i artykułów ornitologicznych. Pisał do Ornitologische Monatsberichte, Journal für Ornithologie, Aus dem Posener Lande, Zeitschrift des Naturwissenschaftlichen Vereins der Provinz Posen, Deutsche Wissenschaftliche Zeitschrift in Polen. Do najważniejszych prac należą te opisujące awifaunę Wielkopolski, m.in. Umgegend von Schmilau in Kreise Kolmar (1927), Ornitologische Beobachtungen und Mitteilungen aus dem Posener Lande (1929), a w szczególności Zur Vogelwelt des Posener Landes. Eine Übersicht (Przegląd Świata Ptaków w Poznańskiem, 1933) zawierająca opis wszystkich gatunków ptaków występujących w Wielkopolsce wraz z miejscami ich wylęgów.